# 269245 Катастіні
269245 Катастіні (269245 Catastini) — астероїд головного поясу, відкритий 27 серпня 2008 року в Андрушівці.
Тіссеранів параметр щодо Юпітера — 3,134.